# Contre-la-montre féminin aux championnats du monde de cyclisme sur route 2024
Le contre-la-montre féminin aux championnats du monde de cyclisme sur route 2024 a lieu le dimanche 22 septembre 2024 entre Gossau et Zurich, en Suisse, sur une distance de 29,9 kilomètres. Les coureuses de moins de 23 ans (espoirs) participent aussi à ce contre-la-montre.

## Parcours
Partant de Gossau, le début du parcours est relativement plat. Par la suite, les coureuses entament la montée de 2 kilomètres du Pfannenstiel, une pente moyenne autour des 6 % franchie après 10 kilomètres. Après la descente vers le lac de Zurich, le parcours longe ce lac vers le nord-ouest par une douzaine de kilomètres plats pour rejoindre Zurich. Les coureuses parcourent 29,9 km.

## Favorites
En se référant aux derniers contre-la-montre des Jeux olympiques de Paris 2024 et du championnat d'Europe organisé la semaine précédente, les podiums de ces deux compétitions constituent sans doute les six favorites de ces championnats du monde. Les médaillées olympiques de Paris étaient l'Australienne Grace Brown, la Britannique Anna Henderson et l'Américaine Chloé Dygert. Le podium européen de Hasselt était composé de la Belge Lotte Kopecky, de la Néerlandaise Ellen van Dijk et de l'Autrichienne Christina Schweinberger. Les autres coureuses citées qui ont ses chances de podium sont la Néerlandaise Demi Vollering et la Française Juliette Labous.

## Récit de la course
L'ancienne triple championne du monde Ellen van Dijk se montre de nouveau en forme après sa maternité et ses blessures et réalise un temps qui n’est amélioré que par les dernières partantes. La championne olympique Grace Brown - qui dispute ses derniers mondiaux - s’impose devant Demi Vollering et la tenante du titre Chloé Dygert, partie dernière et poussant Antonia Niedermaier hors du podium. Cette dernière remporte toutefois le titre dans la catégorie des moins de 23 ans. Lotte Kopecky, récente championne d'Europe, se classe cinquième. Amber Neben atteint le top 10 à l'âge de 49 ans.

## Classement
| Rang                               | Cycliste                    | Pays              | Temps    | Différence |
| ---------------------------------- | --------------------------- | ----------------- | -------- | ---------- |
| Médaille d'or, Coupe du Monde      | Grace Brown                 | Australie         | 39:16.04 |            |
| Médaille d'argent, Coupe du Monde  | Demi Vollering              | Pays-Bas          | 39:32.83 | + 16.79    |
| Médaille de bronze, Coupe du Monde | Chloé Dygert                | États-Unis        | 40:12.46 | + 56.42    |
| 4                                  | Antonia Niedermaier         | Allemagne         | 40:21.14 | + 1:05.10  |
| 5                                  | Lotte Kopecky               | Belgique          | 40:55.48 | + 1:39.44  |
| 6                                  | Christina Schweinberger     | Autriche          | 41:00.18 | + 1:44.14  |
| 7                                  | Anna Henderson              | Royaume-Uni       | 41:00.43 | + 1:44.39  |
| 8                                  | Ellen van Dijk              | Pays-Bas          | 41:03.42 | + 1:47.38  |
| 9                                  | Juliette Labous             | France            | 41:07.72 | + 1:51.68  |
| 10                                 | Amber Neben                 | États-Unis        | 41:36.37 | + 2:20.33  |
| 11                                 | Brodie Chapman              | Australie         | 41:42.85 | + 2:26.81  |
| 12                                 | Mie Bjørndal Ottestad       | Norvège           | 42:02.97 | + 2:46.93  |
| 13                                 | Elena Hartmann              | Suisse            | 42:05.18 | + 2:49.14  |
| 14                                 | Cédrine Kerbaol             | France            | 42:05.45 | + 2:49.41  |
| 15                                 | Franziska Koch              | Allemagne         | 42:20.57 | + 3:04.53  |
| 15                                 | Yuliia Biriukova            | Ukraine           | 42:20.57 | + 3:04.53  |
| 17                                 | Urška Žigart                | Slovénie          | 42:22.47 | + 3:06.43  |
| 18                                 | Paula Findlay               | Canada            | 42:25.29 | + 3:09.25  |
| 19                                 | Vittoria Guazzini           | Italie            | 42:27.86 | + 3:11.82  |
| 20                                 | Jasmin Liechti              | Suisse            | 42:32.83 | + 3:16.79  |
| 21                                 | Emily Ehrlich               | États-Unis        | 42:37.74 | + 3:21.70  |
| 22                                 | Julie De Wilde              | Belgique          | 42:37.89 | + 3:21.85  |
| 23                                 | Rebecca Koerner             | Danemark          | 42:42.90 | + 3:26.86  |
| 24                                 | Teniel Campbell             | Trinité-et-Tobago | 42:45.15 | + 3:29.11  |
| 25                                 | Marie Schreiber             | Luxembourg        | 42:48.17 | + 3:32.13  |
| 26                                 | Anniina Ahtosalo            | Finlande          | 42:57.72 | + 3:41.68  |
| 27                                 | Tabea Huys                  | Autriche          | 42:59.71 | + 3:43.67  |
| 28                                 | Mireia Benito               | Espagne           | 42:59.81 | + 3:43.77  |
| 29                                 | Stina Kagevi                | Suède             | 43:01.58 | + 3:45.54  |
| 30                                 | Olivia Baril                | Canada            | 43:01.71 | + 3:45.67  |
| 31                                 | Agnieszka Skalniak-Sójka    | Pologne           | 43:03.44 | + 3:47.40  |
| 32                                 | Eugenia Bujak               | Slovénie          | 43:06.70 | + 3:50.66  |
| 33                                 | Nora Jenčušová              | Slovaquie         | 43:19.97 | + 4:03.93  |
| 34                                 | Alberte Greve               | Danemark          | 43:42.87 | + 4:26.83  |
| 35                                 | Dana Rožlapa                | Lettonie          | 43:48.76 | + 4:32.72  |
| 36                                 | Laura Lizette Sander        | Estonie           | 44:09.71 | + 4:53.67  |
| 37                                 | Lauren Stephens             | États-Unis        | 44:10.68 | + 4:54.64  |
| 38                                 | Estefania Herrera Marin     | Colombie          | 44:16.31 | + 5:00.27  |
| 39                                 | Diana Peñuela               | Colombie          | 44:24.47 | + 5:08.43  |
| 40                                 | Gaia Masetti                | Italie            | 44:45.30 | + 5:29.26  |
| 41                                 | Paula Blasi Cairol          | Espagne           | 44:51.25 | + 5:35.21  |
| 42                                 | Fernanda Yapura             | Argentine         | 44:53.34 | + 5:37.30  |
| 43                                 | Isabelle Carnes             | Australie         | 44:55.71 | + 5:39.67  |
| 44                                 | Wilma Aintila               | Finlande          | 44:57.90 | + 5:41.86  |
| 45                                 | Floren Scrafton             | Bolivie           | 44:59.04 | + 5:43.00  |
| 46                                 | Rotem Gafinovitz            | Israël            | 45:06.78 | + 5:50.74  |
| 47                                 | Leung Wing Yee              | Hong Kong         | 45:07.78 | + 5:51.74  |
| 48                                 | Agua Marina Espínola        | Paraguay          | 45:29.96 | + 6:13.92  |
| 49                                 | Yulduz Hashimi              | Afghanistan       | 45:48.71 | + 6:32.67  |
| 50                                 | Fariba Hashimi              | Afghanistan       | 45:53.66 | + 6:37.62  |
| 51                                 | Maho Kakita                 | Japon             | 45:58.31 | + 6:42.27  |
| 52                                 | Tang Xin                    | Chine             | 46:33.58 | + 7:17.54  |
| 53                                 | Zhou Qiuying                | Chine             | 46:40.51 | + 7:24.47  |
| 54                                 | Olga Shekel                 | Ukraine           | 46:48.17 | + 7:32.13  |
| 55                                 | Miryam Núñez                | Équateur          | 46:58.48 | + 7:42.44  |
| 56                                 | Eyeru Tesfoam Gebru         | Éthiopie          | 47:21.38 | + 8:05.34  |
| 57                                 | Dewika Mulya Sova           | Indonésie         | 47:36.46 | + 8:20.42  |
| 58                                 | Neyran Neriman Elden Kosker | Turquie           | 47:54.52 | + 8:38.48  |
| 59                                 | Jess Pratt                  | Malte             | 47:58.03 | + 8:41.99  |
| 60                                 | Diane Ingabire              | Rwanda            | 48:29.51 | + 9:13.47  |
| 61                                 | Ayustina Delia Priatna      | Indonésie         | 48:31.81 | + 9:15.77  |
| 62                                 | Gergana Stoyanova           | Bulgarie          | 49:42.73 | + 10:26.69 |
| 63                                 | Anujin Jinjiibadam          | Mongolie          | 49:53.04 | + 10:37.00 |
| 64                                 | Solongo Tserenlkham         | Mongolie          | 49:55.17 | + 10:39.13 |
| 65                                 | Iuliana-Alexandra Cioclu    | Roumanie          | 51:20.96 | + 12:04.92 |
| 66                                 | Petya Minkova               | Bulgarie          | 52:07.16 | + 12:51.12 |
| 67                                 | Viktoriya Sidorenko         | Azerbaïdjan       | 52:18.35 | + 13:02.31 |
| 68                                 | Hermionne Ahouissou         | Bénin             | 52:43.52 | + 13:27.48 |
| 69                                 | Cătălina Andreea Cătineanu  | Roumanie          | 53:02.13 | + 13:46.09 |
| 70                                 | Gissel Andino               | Honduras          | 53:13.24 | + 13:57.20 |